# یواس‌اس تاماهاوک (ای‌او-۸۸)
یواس‌اس تاماهاوک (ای‌او-۸۸) (به انگلیسی: USS Tomahawk (AO-88)) یک کشتی بود که طول آن ۵۲۳ فوت ۶ اینچ (۱۵۹٫۵۶ متر) بود. این کشتی در سال ۱۹۴۴ ساخته شد.